# Saviour Machine (David Bowie)
Saviour Machine è un brano musicale scritto dall'artista inglese David Bowie, sesta traccia dell'album The Man Who Sold the World del 1970.
Il break di chitarra venne ripreso dal ritornello del brano Ching-A-Ling, scartato solamente un anno prima come possibile 45 giri ma già molto lontano sotto il profilo strettamente musicale.
Il titolo del brano è stato fonte d'ispirazione per l'omonima band christian metal statunitense.

## Il brano
(David Bowie, Time Out Magazine, 1998)
Con un arrangiamento quasi orchestrale e l'inizio sfumato in stile cinematografico, Saviour Machine anticipava per alcuni versi la fantascienza assolutistica che sarebbe emersa nel 1974 in Diamond Dogs. Già in un'intervista rilasciata alla fine del 1969 per la rivista Music Now!, Bowie aveva espresso la sua condanna verso coloro che sono «contenti della loro predisposizione a lasciarsi guidare da altri». In questa canzone il pericoloso fascino della leadership e l'ingerenza profana nella dimensione spirituale vengono ripresi con un racconto allegorico in cui il protagonista, President Joe, compie la scalata al potere ma rimette ogni responsabilità a un immaginario computer che si ribella agli stessi uomini che l'hanno creato.
La fonte d'ispirazione fu probabilmente il film Colossus: The Forbin Project, diretto da Joseph Sargent nel 1969, in cui gli Stati Uniti costruiscono un super computer per controllare le armi nucleari dell'Unione Sovietica finendo per lottare contro la "creatura" per impedirgli di impadronirsi del mondo. Quello della tecnologia che controlla ogni aspetto della società, indebolendo e conquistando la razza umana, era comunque uno degli scenari apocalittici di base nei primi anni settanta e la fantascienza americana e inglese facevano apparire dietro l'angolo un governo mondiale e il controllo informatico centralizzato del pianeta.

## Formazione
- David Bowie - voce, chitarra
- Mick Ronson - chitarra, sintetizzatore
- Tony Visconti - basso
- Mick Woodmansey - batteria
- Ralph Mace - sintetizzatore

## Cover
Cover di Saviour Machine sono state pubblicate dai Redd Kross in Teen Babes from Monsanto del 1984, dai Vice Squad in The BBC Sessions del 1997 e dagli Sheriff Scabs in .2 Contamination: A Tribute to David Bowie del 2006.